# (533508) 2014 HC200
(533508) 2014 HC200 est un objet transneptunien faisant partie des objets épars avec un diamètre estimé à environ 200 km.